# Руинело ди Сото (Павија)
Руинело ди Сото је насеље у Италији у округу Павија, региону Ломбардија.
Према процени из 2011. у насељу је живело 21 становника. Насеље се налази на надморској висини од 162 м.